# Sny
Sny (russisk: Сны, da.: Drømme) er en russisk absurd komediefilm fra 1993 instrueret af Karen Sjakhnazarov og Aleksandr Borodjanskij, der også havde skrevet filmens manuskript.

## Handling
Filmen foregår i Det Russiske Kejserrige i slutningen af 1800-tallet. Den smukke grevinde Prizorova er plaget af mareridt. I drømmene befinder hun sig i 1993 dem i et mystisk SNG-land, hvor hun arbejder som opvasker i en kantine og ser sin ægtefælle som sælger af pornografiske fotografier på Moskvas gågade Arbat. Karakter af Prizorovas mareridt får parret til at konsultere en læge, der først kun ser nervøs træthed i indholdet af hendes drømme og derefter mistænker en alvorlig psykisk sygdom. Lægen anbefaler dog senere, at patienten konsulterer Dr. Renoir, en drømmespecialist, der sætter grevinden i hypnose og konkluderer, at hendes drømme er forudsigelser: grevinden ser uforvarende Ruslands fremtid. Greven, der var til stede ved hypnosen, ønsker ikke at tro på, at hundrede år senere vil der ske noget så uforståeligt med landet. På vej hjem spørger han sin kone om statsstrukturen, lovene og ordenen i SNG. Hendes svar kan koges ned til det faktum, at "de ved det ikke selv", selv hvad navnet "SNG" faktisk betyder, kun at der engang var en slags revolution, og siden da har der ikke været nogen zar.
Sent om aftenen, da grevinden sover, går greven til Dr. Renoir: han vil se med egne øjne, hvad hans hustru drømmer om. Eksperimentet er vellykket, og hvad han ser chokerer Prizorov. Han tænker på, hvad han skal ændre for at undgå den fremtidige inkarnation af mareridtene. Grevens aflægger rapport til kejser Nikolaj 2., hvor han skildrer Ruslands fremtid som dyster og vag og opfordrer til overførsel af jord til bønderne så hurtigt som muligt, inddragelse af arbejdstagere i forvaltningen af fabrikker og mulighed for at give samfundets lavere lag mulighed for at deltage i statens forvaltning, da det kun på denne måde efter grevens mening er muligt at forhindre den forestående konflikt. Det ender dog med et skænderi, og Prizorovs bliver afskediget.
Prizorovs forlader byen og grevinden håber, at mareridt midt i naturen vil stoppe med at plage grevinden.
"På samme tid" i 1993 går opvaskeren Masja Stepanova og hendes forfører, revisoren Semjon Borisovitj, til den datja, han for nylig købte; en forfalden bygning, som han planlægger at restaurere. På væggen i et af værelserne bemærker Masja et mirakuløst bevaret gammelt portræt af grevinden. I portrættet ser Masja sit eget ansigt .. 

## Medvirkende
- Amalija Mordvinova – Prizorova / Masja Ivanovna Stepanova
- Oleg Basilasjvili – Dmitrij Prizorov
- Armen Dzhigarkhanyan
- Arnold Ides – Semjon Borisovitj
- Pjotr Merkurev – Dr. Renoir